# 曺薫鉉

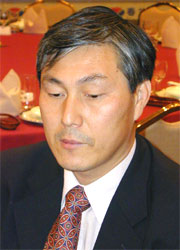
曺薫鉉

曺 薫鉉（チョ・フンヒョン、朝鮮語: 조훈현、そう くんげん、1953年3月10日 - ）は、韓国の囲碁棋士・政治家。全羅南道霊岩郡霊岩邑生まれ、木浦市出身、瀬越憲作名誉九段門下、日本棋院、韓国棋院所属、九段。
韓国囲碁界のタイトル王であるとともに、第1回応昌期杯世界プロ囲碁選手権戦を始めとして世界選手権でも多数優勝、1990年代から2000年代前半にかけての世界最強棋士の1人。史上最多世界タイトル保持者・李昌鎬の師匠としても知られる。2016年から2020年まで国会議員を務めた。

## 棋風
軽快で足の速いスタイルで、「ツバメ流」「囲碁帝王」と評された。

## 経歴
4歳の時に父が打っているのを見て碁を覚える。囲碁の修行のために1958年にソウルに引っ越し、趙南哲の碁会所に通い始め、7歳で韓国棋院の院生となり、1962年9歳で韓国棋院初段、翌年二段昇段。
1963年来日し瀬越憲作に入門、日本棋院の院生4級となり、1966年に初段。1970年、33勝5敗1ジゴの成績で棋道賞新人賞受賞。1971年五段。この間、木谷実の一門らとともに、梶原武雄の研究会や、藤沢秀行の研究会に参加。
1972年に兵役のために帰国し空軍に入隊（1976年除隊）、1973年に韓国棋院に五段として所属し、兵役の傍らで棋戦にも参加する。
1973年に金寅を破り初タイトルである最高位、1976年から国手戦10連覇など、韓国で多数のタイトルを取り、1980年には韓国の全公式タイトル制覇（名人、王位、国手、国棋、覇王、最高位、最強者、棋王、KBS杯）を成し遂げる。1979年に韓国では趙南哲に次ぐ2人目の八段、1982年には韓国初の九段となる。国内総タイトル数は約150。1979年の棋王戦挑戦手合で、観戦記者による「短槍の名人」との評は名高い。1981年には趙治勲と三番碁を打って0-2で敗れる。1983、85、86年にMBC帝王戦優勝により韓日早碁対抗戦に出場（石田芳夫、加藤正夫、武宮正樹に勝ち）。
1989年、第1回応昌期杯世界プロ囲碁選手権戦で、決勝5番勝負において中国の聶衛平に3勝2敗で勝って優勝。これを機に韓国では、趙治勲の名人位獲得以来の第二の囲碁ブームとなる。1990年には日本棋院の機関誌「棋道」誌の800号記念企画として、前年の富士通杯に優勝した武宮正樹との「荏原製作所・暁星グループ杯世界頂上対決三番勝負」が行われ、曺は0-2で敗れはしたものの、この棋戦に韓国の囲碁ファンは熱狂し、実況放送の視聴率は75%となった。1994年には富士通杯、東洋証券杯にも優勝して、当時の3つの世界選手権を制するグランドスラムを達成。その後も数々の世界選手権に優勝。1992年からの日中韓三国の対抗戦である真露杯戦では韓国チームの主将として活躍し、韓国優勝4回の立て役者となった。
1980年に結婚。1984年から李昌鎬を内弟子として育てたが、1990年の最高位戦で李に初めてタイトルを奪われ、その後も多くのタイトルを争い、特に1993年末から94年初めにかけては5つのタイトル戦を戦って27番勝負と言われた。1995年には一時遂に無冠となるが、同年に覇王、棋王、BCカード杯を李から取り返すなど、タイトル戦で活躍を続ける。1999年第1回春蘭杯では初めて世界選手権決勝で李昌鎬と当たり、世界選手権決勝で10連勝中の李を2-1で破って優勝。2000年には富士通杯優勝の他、4つのタイトル戦に登場し、1995年からの韓国賞金ランキング公表以来で初の1位となった。2008年には世界初の公式戦2500局を達成（通算1770勝721敗9ジゴ）。2009年のBCカード杯世界囲碁選手権ではベスト4進出。2015年、シニア国棋戦、シニア棋聖戦、シニア囲碁クラシック王中王戦優勝。同年、韓国現代囲碁70周年特別対局で趙治勲と対戦（曺勝ち）。
中国囲棋甲級リーグ戦では2002年に深圳、乙級で2003年香港新世界チームなどで参加。韓国囲碁リーグでは、第一火災チームなどで出場。韓国囲碁棋士ランキングでは、ランキング開始された2005年に6位。
在日時から藤沢秀行の研究会に参加するなど深い薫陶を受け、瀬越を精神的な師、秀行を盤上の師と呼ぶ。1988年に応昌期杯の準決勝がソウルで行われた時には、癌闘病中の秀行の対局に毎朝夫人の手作りのお粥を届けた。1999年の秀行の引退碁では第2局の相手を務めた。2009年には訪韓した日本の政治家小沢一郎と指導対局を行う。通算成績は1951勝830敗9ジゴ(韓国棋院、2020年12月時点)。
私生活では、一男二女の父。趣味は登山と競馬で、共同馬主にもなっている。かつてはヘビースモーカーであったが、禁煙補助食品「禁煙草」で禁煙し、その広告にも登場している。
2016年総選挙でセヌリ党の比例代表として立候補して当選し、プロ囲碁棋士初の国会議員となった。2020年で政界引退するまでで、2018年に囲碁振興法を制定した（法律第15567号、2018年4月17日制定、2018年10月18日施行）。ただし、国会議員在任中には政治の複雑さに馴しくない心境を吐露した場面はしばしばある。囲碁振興法の通過後、曺はインタビューで60年の囲碁人生の最後の大きな宿題を終えたとして政界引退の意向を示し、2019年にも早々「政治は私の道ではない」として翌年の総選挙での不出馬を決めた。なお、国会議員時代の最後には自由韓国党の「衛星政党」である未来韓国党の事務総長を務めた時期がある。
2022年6月、国会議員引退と共に囲碁界に復帰した。初対局は6月13日の女流棋士・崔精との対局であった。
2025年3月26日、イ・ビョンホンが曺の役を演じたNetflix制作の映画『승부（邦題『スンブ:二人の棋士』）』が公開された。

## タイトル歴

### 国際棋戦
- 応昌期杯世界プロ囲碁選手権戦 1989年
- 世界囲碁選手権富士通杯 1994、2000、2001年
- 東洋証券杯世界選手権戦 1994、1997年
- 春蘭杯世界囲碁選手権戦 1999年
- テレビ囲碁アジア選手権戦 2000、2001年
- 三星火災杯世界オープン戦 2001、2003年（第7回）
- 晋城三国元老招待戦 2007年
- 赤壁古戦場杯囲碁国際大師招待戦 2011年
- 世界囲棋元老棋会 2013年
- 明月山杯中日韓囲碁精鋭戦 2015年

### 主な国内タイトル
- 最高位戦 1973-79、81-88、92年
- 国棋戦 1975-79、81-87年
- 最強者戦 1975、77、79、79年
- ペクナム戦 1975年
- 王座戦 1976、78年
- 国手戦 1976-85、88-89、91-92、98、2000年
- 王位戦 1976-79、81-89年
- 名人戦 1977、79-81、83-90、97年
- 覇王戦 1977-92、95-2000年
- 棋王戦 1979、81-82、84-87、89-92、95年
- KBS杯バドゥク王戦 1980-81、84、86-87、89-90、92、96-97、99年
- 全前王座戦 1980年
- 帝王戦 1982、84-86、88-89、93-94年
- 大王戦 1983-87、89、93年
- バッカス杯戦 1983、85、87-89、94年
- 棋聖戦 1989、91年
- BCカード杯戦 1991、96年
- 倍達王戦 1996年
- KT杯マスターズプロ棋戦　2002年
- 電子ランド杯王中王戦 玄武部 2004、05年
- 大舟杯プロシニア最強者戦 2010、13年(第4期)
- シニア国棋戦 2015年
- シニア棋聖戦 2015年
- シニア囲碁クラシック王中王戦 2015年

### 他の棋歴
国際棋戦
- 真露杯SBS世界囲碁最強戦
  - 1993年 1-0（○武宮正樹）
  - 1994年 2-1（○依田紀基、○小松英樹、×武宮正樹）
  - 1995年 2-0（○聶衛平、○林海峰）
  - 1996年 1-0（○馬暁春）
- ロッテ杯中韓囲碁対抗戦
  - 1994年 2-0（○劉菁、○聶衛平）
  - 1995年 1-1（×馬暁春、○常昊）
  - 1996年 0-2（×馬暁春、×聶衛平）
  - 1997年 1-1（×聶衛平、○常昊）
- 農心辛ラーメン杯世界囲碁最強戦
  - 2000年 1-1（○依田紀基、×常昊）
  - 2001年 2-1（○山下敬吾、○兪斌、×加藤正夫）
  - 2002年 1-1（○兪斌、×常昊）
  - 2003年 0-1（×胡耀宇）
  - 2006年 0-1（×羽根直樹）
- CSK杯囲碁アジア対抗戦
  - 2002年 2-0（○大竹英雄、○林海峰）
  - 2003年 2-1（×兪斌、○加藤正夫、○林海峰）
- 南方長城囲棋招待戦 2003年（○常昊）
- 江原ランド杯韓中囲碁対抗戦 2006年 0-1（×常昊）
- 国際名人ペア碁トーナメント 優勝 2011年（金孝貞とペア）
- 珠鋼杯世界囲碁団体選手権 2013年 4位（韓国ワイルドカードチーム）
- 国手山脈杯国際囲棋戦 ペア碁戦優勝 2014年（呉政娥とペア）、2015年（李映周とペア）
- 山西普城世界ペア碁戦 優勝 2015年（権考珍とペア）
- 聶衛平杯囲棋大師戦 2020年優勝

国内棋戦
- 韓国囲碁リーグ
  - 2004年（ハイグヤンセン）
  - 2005年（第一火災）
  - 2006年（パークランド）
  - 2007年（第一火災）
  - 2008年（光州Kixx）
  - 2009年（首爾真露）0-6
  - 2010年（忠北建国牛乳）
- 韓国棋院総裁杯シニア囲碁リーグ 2016年（霊岩月出山）6-1

その他
- 新鋭トーナメント戦（日本） 準優勝 1971年
- 中国囲棋甲級リーグ戦
  - 2002年（深圳喜悦洋参）
  - 2003年乙級（香港新世界）6-1
  - 2004年乙級（香港新世界）
  - 2005年（四川嬌子）5-4

### 受賞等
- 1989年銀冠文化勲章

## 代表局
「生涯の大勝負」1989年第1回応昌期杯世界プロ囲碁選手権戦 決勝五番勝負第1局 曺薫鉉-聶衛平戦
黒番聶が黒1（113手目）と出たところ、右辺一体が薄い白だったが、白2〜黒7までを利かしたのが機敏な手。この折衝で白一間トビの切断が消え、白8が打てて白地がまとまり優勢を確立した。曺は中国杭州で行われたこの第1局に勝った後、杭州、寧波での2、3局目を落としてカド番となるが、シンガポールでの4、5局を連勝して優勝、賞金40万ドルを手にした。
1989年9月5日  曺薫鉉−（先番）聶衛平

## 著作
- 『曺薫鉉囲碁名局集』三一書房 1995年
- 『曺薫鉉名局選集（上）（下）』 棋苑図書 2003、08年
- 『ノゾキにツグ馬鹿、ツガぬ馬鹿』東京創元社2015、04年
- 『韓流 囲碁が驚くほど強くなる本』1999年（李珖求と共著）（洪敏和日本語訳 毎日コミュニケーションズ、2007年）

## 関連書籍
- 李光九『曹フンヒョンとの対話』1999年

| 棋戦     | 1988 | 1989 | 1990 | 1991 | 1992   | 1993   | 1994 | 1995   | 1996 | 1997 | 1998 | 1999 | 2000 | 2001   | 2002   | 2003 | 2004 | 2005 | 2006 | 2007 | 2008 | 2009 | 2010 |
| -------- | ---- | ---- | ---- | ---- | ------ | ------ | ---- | ------ | ---- | ---- | ---- | ---- | ---- | ------ | ------ | ---- | ---- | ---- | ---- | ---- | ---- | ---- | ---- |
| 応昌期杯 | 優勝 | -    | -    | -    | 16強   | -      | -    | -      | 8強  | -    | -    | -    | 16強 | -      | -      | -    | ×    | -    | -    | -    | ×    | -    | -    |
| 富士通杯 | 16強 | 3位  | 4強  | 16強 | 8強    | 準優勝 | 優勝 | 16強   | 16強 | 24強 | 8強  | 16強 | 優勝 | 優勝   | 16強   | 16強 | 16強 | ×    | ×    | ×    | ×    | ×    | ×    |
| 三星杯   | -    | -    | -    | -    | -      | -      | -    | -      | 16強 | 32強 | 16強 | 16強 | 8強  | 優勝   | 優勝   | 8強  | 16強 | 8強  | 32強 | 16強 | 32強 | ×    | ×    |
| LG杯     | -    | -    | -    | -    | -      | -      | -    | -      | 8強  | 8強  | 16強 | 4強  | 8強  | 準優勝 | 8強    | 16強 | 24強 | ×    | 32強 | 16強 | ×    | ×    | ×    |
| 春蘭杯   | -    | -    | -    | -    | -      | -      | -    | -      | -    | -    | 優勝 | 8強  | 3位  | -      | 8強    | -    | 16強 | -    | ×    | -    | ×    | -    | ×    |
| BC杯     | -    | -    | -    | -    | -      | -      | -    | -      | -    | -    | -    | -    | -    | -      | -      | -    | -    | -    | -    | -    | -    | 4強  | 32強 |
| トヨタ杯 | -    | -    | -    | -    | -      | -      | -    | -      | -    | -    | -    | -    | -    | -      | 16強   | -    | 32強 | -    | ×    | -    | ×    | 終了 | 終了 |
| 東洋杯   | -    | -    | 4強  | -    | 4強    | 優勝   | 4強  | 4強    | -    | 優勝 | 16強 | 終了 | 終了 | 終了   | 終了   | 終了 | 終了 | 終了 | 終了 | 終了 | 終了 | 終了 | 終了 |
| 中環杯   | -    | -    | -    | -    | -      | -      | -    | -      | -    | -    | -    | -    | -    | -      | -      | -    | ×    | ×    | -    | ×    | 終了 | 終了 | 終了 |
| アジア杯 | -    | ×    | ×    | 1R   | 準優勝 | ×      | 1R   | 準優勝 | ×    | 1R   | 4強  | ×    | 優勝 | 優勝   | 準優勝 | ×    | ×    | ×    | ×    | ×    | ×    | ×    | ×    |
| 農心杯   | -    | -    | -    | -    | -      | -      | -    | -      | -    | -    | -    | 1:1  | 2:1  | 1:1    | 0:1    | ×    | ×    | ×    | 0:1  | ×    | ×    | ×    | ×    |

## 注
1. ↑  チョ・フニョンとも。
韓国の漢字では、「曺薰鉉」と書く。手記には「曺薫鉉」とも（黒部#字体差を参考）。
2. ↑  “조훈현 9단, 세계 최초 2천500국 달성” (朝鮮語). 영암신문 (2008年11月24日). 2023年10月1日閲覧。
3. ↑  毎日頭條「曹薰鉉和徐奉洙刀耕火種十六年 趙治勳在日本崛起」2016.7.28
4. ↑  ハンゲーム「韓国現代囲碁70周年特別対局」2015/7/26]
5. ↑  『韓流 囲碁が驚くほど強くなる本』
6. ↑  曺薫鉉 プロ囲碁棋士初の国会議員当選 ChosumBiZ
7. ↑   韓国棋院「帰ってきた囲碁皇帝曺薫鉉対崔精」2020.5.28
8. ↑  “바둑진흥법”. www.law.go.kr. 2023年10月1日閲覧。
9. ↑  “[이진구 기자의 對話]조훈현 “정석(定石)은 어디 가고…, 강수 꼼수만…”” (朝鮮語). 동아일보 (2018年4月30日). 2023年10月1日閲覧。
10. ↑  “"뭍에 오른 물고기였죠… 금배지 던져 행복합니다"” (朝鮮語). 조선일보 (2019年11月16日). 2023年10月1日閲覧。
11. ↑  “민주당, '미래한국당 한선교 대표 ·조훈현 사무총장' 검찰에 고발” (朝鮮語). SBS NEWS (2020年2月13日). 2023年10月1日閲覧。
12. ↑  최인영 (2020年6月4日). “'바둑황제' 조훈현, 복귀전서 '바둑여제' 최정과 대결” (朝鮮語). 연합뉴스. 2023年10月1日閲覧。